# Save It for a Rainy Day
«Save It for a Rainy Day» — песня американского кантри-певца и автора-исполнителя Кенни Чесни, вышедшая 29 июня 2015 года в качестве четвёртого и финального сингла с его 16-го студийного альбома The Big Revival (2015). Песня достигла позиции № 1 в американском хит-параде Billboard Country Airplay. Авторами песни выступили Andrew Dorff, Matthew Ramsey, Brad Tursi.

## История
«Save It for a Rainy Day» достиг позиции № 1 в американском радиоэфирном хит-параде кантри-музыки Billboard Country Airplay (где стал 4-м чарттоппером) и позиции № 54 в мультижанровом чарте Billboard Hot 100. Если суммировать все синглы певца, побывавшие на первом месте в Hot Country Songs и Country Airplay, то это его 26-й кантри-чарттоппер по сумме двух чартов. Сингл стал 4-м с альбома The Big Revival, достигшим вершины хит-парада, чего не было со времён альбмоа Just Who I Am: Poets & Pirates.
Песня получила положительные отзывы музыкальных критиков: Taste of Country.
К ноябрю 2015 года тираж сингла составил 259,000 копий в США.

## Музыкальное видео
Режиссёром музыкального видео выступил Шон Сильва, а премьера состоялась в июле 2015.

## Чарты

### Еженедельные чарты
| Чарт (2015)                         | Высшая позиция |
| ----------------------------------- | -------------- |
| Канада (Billboard Canadian Hot 100) | 61             |
| Канада (Billboard Country)          | 1              |
| США (Billboard Hot 100)             | 54             |
| США (Billboard Country Airplay)     | 1              |
| США (Billboard Hot Country Songs)   | 4              |

### Итоговые годовые чарты
| Чарт (2015)                      | Позиция |
| -------------------------------- | ------- |
| US Country Airplay (Billboard)   | 12      |
| US Hot Country Songs (Billboard) | 26      |